# Königstraße
La Königstrasse a Dresda è un viale barocco. Conduce dal Palazzo giapponese all'Albertplatz. Quasi tutti gli edifici lungo la strada sono ancora originali barocchi.

## Storia
Dopo l'incendio della città del 1685 Augusto il Forte fece costruire la Neue Königstadt, ora chiamata solo Neustadt, come una città barocca pianificata con case nello stile barocco di Dresda. È così che fu costruita la Königstraße tra il 1722 e il 1732. Venne progettata da Matthäus Daniel Pöppelmann. Il concetto prevedeva un viale alberato di tigli, lungo circa 340 metri e largo 30, con un insieme di case uniformi, ma comunque individualmente diverse, che doveva essere come un preludio visivo al Palazzo giapponese. Ciò produsse edifici nobili e sobri con splendidi cortili interni, alcuni dei quali conducono alle strade Rähnitzgasse o Wallgäßchen.
Essendo l'unica zona residenziale barocca di Dresda, l'area intorno a Königstraße è sopravvissuta, relativamente intatta, ai bombardamenti durante la seconda guerra mondiale, e non è stata demolita nemmeno durante l'era della DDR, nonostante i progetti contrari. Durante questo periodo, Königstraße fu ribattezzata Friedrich-Engels-Straße. Vi era anche stato un bordello.
Dal 1990 la Königstraße e le strade limitrofe sono state ampiamente restaurate e rinnovate. Oggi il quartiere barocco di Königstraße ospita numerosi negozi, gallerie e ristoranti o studi legali e appartamenti.

## Edifici individuali
I muri di fondazione delle case ai n. 3 e 5 possono ancora risalire a prima dell'incendio della città.
Dal 1775 nella casa al n. 5 abitava Philipp Daniel Lippert, il gestore della collezione di antichità dell'Accademia d'arte. L'edificio è stato ristrutturato nel 1994 e prende il nome dal suo ex occupante.
La barocca Dreikönigskirche si trova tra la Hauptstraße e la Königstraße. Diagonalmente di fronte alla chiesa si trova la casa al n. 15 il municipio culturale di Dresda. La cantina è stata la sede del jazz club Tonne dal 2002 al 2015.
Il Palazzo giapponese completa la vista attraverso Königstraße. All'altra estremità della strada c'era la Porta Nera, dove oggi si trova Albertplatz. La strada senza uscita Am Schwarzen Tor, sull'altro lato di Albertstrasse, ne è un promemoria.